# Sidorejo Kidul
Sidorejo Kidul is een bestuurslaag (kelurahan) in het onderdistrict (kecamatan) Tingkir in de stadsgemeente (kota) Salatiga binnen het regentschap Semarang van de provincie Midden-Java, Indonesië. Sidorejo Kidul telt 5.111 inwoners (volkstelling 2010).